# Pedro Sernagiotto
Pedro Sernagiotto (San Paolo, 17 novembre 1908 – San Paolo, 5 aprile 1965) è stato un calciatore brasiliano naturalizzato italiano, di ruolo ala.
È noto anche con il nome italianizzato di Pietro Sernagiotto o con il soprannome brasiliano di Ministrinho, ossia "Piccolo Ministro": quest'ultimo gli fu dato dal suo dirigente Italo Bosetti come tributo a Giovanni Del Ministro alias Ministro, idolo del tempo e del quale Sernagiotto ricordava lo stile di gioco.

## Carriera

### Club
Nato in una famiglia veneto-friulana, visse nel centro di San Paolo, nei pressi di Rua Augusta.
Crebbe calcisticamente nella Palestra Itália, esordendo in prima squadra il 13 novembre 1927, non ancora diciassettenne. Sul finire del 1930 venne notato dai dirigenti della Juventus, in cerca di una giovane ala con cui rimpiazzare il declinante Federico Munerati.
Acquistato dalla società torinese, tuttavia a bordo del transatlantico che lo stava portando dal Sudamerica all'Europa, venne avvicinato da due emissari del Genoa e convinto a firmare, in buona fede, per la squadra ligure; allo sbarco a Genova, la scoperta della doppia firma costò al brasiliano un anno di squalifica da parte della Federcalcio.
Durante i successivi dodici mesi la Juventus poté schierare il neoacquisto solo nelle amichevoli, prima che Sernagiotto tornasse ufficialmente nei ranghi con la stagione 1931-1932, in cui contribuì subito alla vittoria dello scudetto. Con il club torinese vinse consecutivamente altri due campionati, nelle edizioni 1932-1933 e 1933-1934, partecipando alla fase centrale del cosiddetto Quinquennio d'oro.
Nel 1934 fece rientro in Brasile dove proseguì la sua carriera con il Palestra Itália, poi divenuto Palmeiras, fino al 1943, vestendo nel frattempo anche le maglie del San Paolo e del Portuguesa.

### Nazionale
Nel 1929 esordì in amichevole con la nazionale brasiliana. Dopo aver ottenuto la cittadinanza italiana, disputò anche una partita con l'Italia B, il 22 ottobre 1933 a Vercelli contro l'Ungheria, conclusasi con un pareggio per 4-4.

## Palmarès

### Club

#### Competizioni nazionali
- Campionato italiano: 3

Juventus: 1931-1932, 1932-1933, 1933-1934
- Campionato paulista: 1

Palmeiras: 1942